# Slobodan Škrbić
Slobodan Škrbić, szerbül: Cлoбoдaн Шкpбић (Belgrád, 1944. október 18. – Belgrád, 2022. március 16.) jugoszláv válogatott szerb labdarúgó, hátvéd.

## Pályafutása

### Klubcsapatban
1961 és 1971 között a Crvena zvezda, 1971–72-ben a francia Lille OSC labdarúgója volt. A Crvena csapatával négy-négy jugoszláv bajnoki címet és kupagyőzelmet ért el.

### A válogatottban
1964-ben négy alkalommal szerepelt a jugoszláv válogatottban.

## Sikerei, díjai
Crvena zvezda
- Jugoszláv bajnokság
  - bajnok (4): 1963–64, 1967–68, 1968–69, 1969–70
- Jugoszláv kupa
  - győztes (4): 1964, 1968, 1970, 1971

## Statisztika

### Mérkőzései a jugoszláv válogatottban
| Jugoszlávia | Jugoszlávia       | Jugoszlávia                            | Jugoszlávia  | Jugoszlávia | Jugoszlávia | Jugoszlávia | Jugoszlávia | Jugoszlávia |
| #           | Dátum             | Helyszín                               | Hazai        | Eredmény    | Vendég      | Kiírás      | Gólok       | Esemény     |
| ----------- | ----------------- | -------------------------------------- | ------------ | ----------- | ----------- | ----------- | ----------- | ----------- |
| 1.          | 1964. március 18. | Szófia, Vaszil Levszki Nemzeti Stadion | Bulgária     | 0 – 1       | Jugoszlávia | barátságos  | -           | 46'         |
| 2.          | 1964. április 1.  | Niš, Gradszki Stadion Čair             | Jugoszlávia  | 1 – 0       | Bulgária    | barátságos  | -           | 46'         |
| 3.          | 1964. június 17.  | Belgrád, JNA Stadion                   | Jugoszlávia  | 1 – 2       | Románia     | barátságos  | -           | 46'         |
| 4.          | 1964. október 25. | Budapest, Népstadion                   | Magyarország | 2 – 1       | Jugoszlávia | barátságos  | -           |             |
|             | Összesen          |                                        |              | 4           | mérkőzés    |             | 0           | gól         |